# Veronika Zvařičová
Veronika Zvařičová (Krnov, 8 dicembre 1988) è un'ex biatleta ceca.

## Biografia
Veronika Zvařičová, originaria di Staré Město e attiva dalla stagione 2005-2006, ha esordito in Coppa del Mondo il 7 gennaio 2009 a Oberhof in staffetta (8ª), ai successivi Mondiali juniores di Canmore 2009 ha vinto la medaglia d'oro nella medesima specialità e ai Mondiali di Pyeongchang 2009, suo esordio iridato, si è classificata 22ª nella sprint, 36ª nell'inseguimento e 12ª nella staffetta; ai XXI Giochi olimpici invernali di Vancouver 2010, sua unica presenza olimpica, si è piazzata 70ª nella sprint e ai Mondiali di Ruhpolding 2012, sua ultima presenza iridata, è stata 52ª nell'individuale, 70ª nella sprint e 10ª nella staffetta. In Coppa del Mondo ha ottenuto l'unico podio il 9 gennaio 2013 a Ruhpolding in staffetta (3ª) e ha preso per l'ultima volta il via il 15 marzo 2018 a Oslo Holmenkollen in sprint (88ª), ultima gara della sua carriera.

## Palmarès

### Mondiali juniores
- 1 medaglia:
  - 1 ori (staffetta a Canmore 2009)

### Coppa del Mondo
- Miglior piazzamento in classifica generale: 79ª nel 2009
- 1 podio (a squadre):
  - 1 terzo posto